# Рагга
Ра́гга, раггама́ффін (англ. raggamuffin — від reggae — «регі» та ragamuffin — «обідранець») — стиль танцювальної музики, спочатку ямайської, представляючий собою варіацію регі / денсхолла, яку виконують переважно на електронних інструментах.

## Історія
Стиль виник на Ямайці у 1980-і роки, на котрі припав сплеск світової популярності електронної танцювальної музики. Одною з причин швидкого розповсюдження рагга була простота виконання порівняно з регі, для которого потрібні були традиційні музичні інструменти. Стиль набув популярності на Ямайці, потім у Європі, Північній Америці та Африці, урешті-решт розповсюджившись у Японії, Індії та решті світу. Стиль зробив сильний вплив на джангл, а також привів до виникнення синтетичного стилю бханграгга, поєднуючого рагга і бхангра. У 1990-і роки з'явився стиль, поєднуючий рагга и брейккор — раггакор.
Першою рагга-композицією вважається «Under Mi Sleng Teng» Вейна Сміта і продюсера King Jammy.

## Зноски
1. ↑  Allmusic: Ragga. Архів оригіналу за 1 квітня 2019. Процитовано 1 квітня 2019.